# Českoslovenští vojáci v záloze
Českoslovenští vojáci v záloze je česko-slovenská paramilitární skupina sdružující zejména bývalé vojáky, kteří skládali přísahu ve starších verzích (z let 1951 až 1993). Někteří členové spolku byli v minulosti Policií ČR stíháni a obviněni z podpory terorismu. Iniciativa vznikla v lednu 2015 a vymezuje se proti Severoatlantické alianci. Na jejím založení se podílel Ondřej Hrčiak a Marek Obrtel.
Jedná se o proruskou skupinu, která je známa svými extrémistickými a xenofobními názory. Je propojena s politickým subjektem Národní demokracie, který vede antisemita Adam Bartoš. Mezi současné vůdce patří Andrea Krulišová, Ivan Kratochvíl či Nela Lisková. Několik jejích členů působilo a zřejmě stále působí ve válce v Donbasu na straně proruských separatistů.
Zkušenosti získané účastí na tomto konfliktu mají vybraní členové po příjezdu zpět předávat prostřednictvím výcviků dalším členům a tím zlepšit připravenost k paramilitantním akcím. Někteří členové otevřeně přiznávají plánování teroristických útoků proti civilnímu obyvatelstvu v České republice.
Dne 21. dubna 2021 byli někteří přední členové zadrženi Policií ČR v souvislosti s prověřováním z podpory proruských separatistů na Ukrajině, v čemž je spatřována trestná činnost teroristické povahy.